# Symphurus pelicanus
Symphurus pelicanus es una especie de pez de la familia Cynoglossidae en el orden de los Pleuronectiformes.

## Distribución geográfica
Se encuentran en el  Atlántico occidental (desde Florida hasta la Isla de Trinidad).